# Dorneck

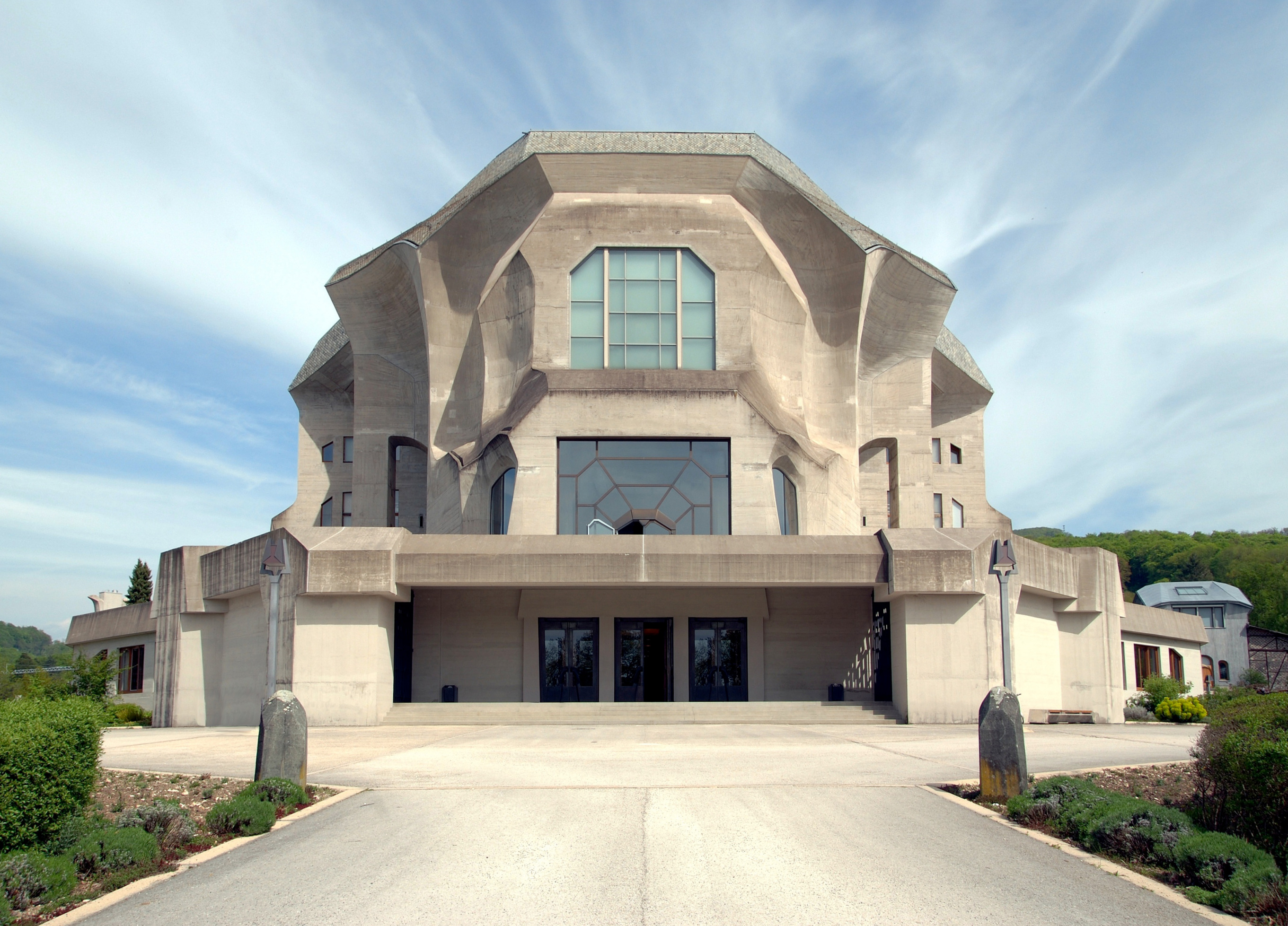
Goetheanum i Dornach

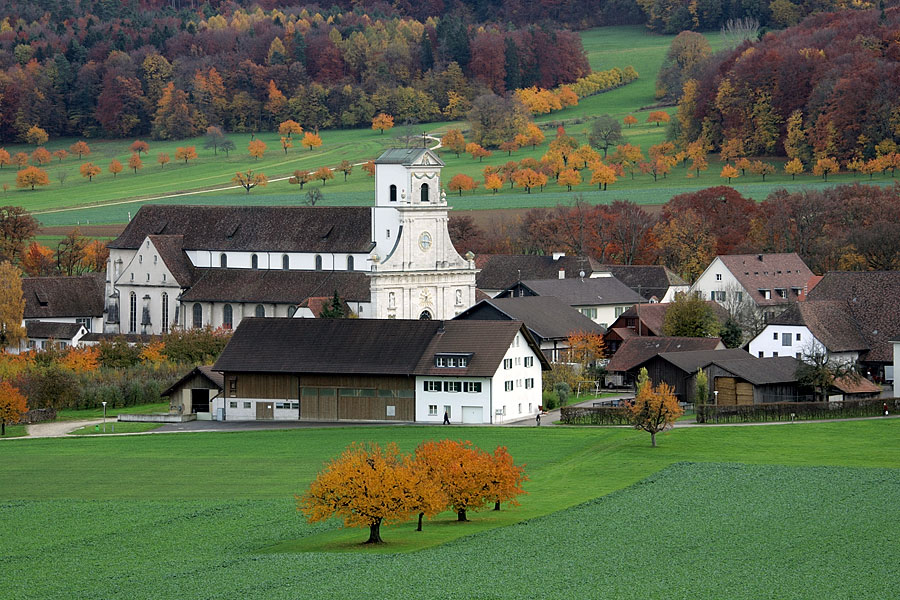
Mariastein

Dorneck är ett förvaltningsdistrikt (Bezirk) i kantonen Solothurn i Schweiz. Distriktet har 11 kommuner och tillhör amtet (Amtei) Dorneck-Thierstein.

## Historia
Borgen Dorneck och byarna i distriktet förvärvades av Solothurn under tiden 1485 till 1527. Borgen byggdes snart ut till en fästning där, fram till 1798, en fogde (Vogt) residerade.

## Distriktets geografi
Distriktet ligger i Jurabergens norra del och består av två delar utan gemensam gräns:
- Den östra delen, som omfattar byn Dornach och höglandet öster om floden Birs, har den största ytan och befolkningen.
- Den västra delen gränsar till Frankrike och avvattnas av ån Birsig med biflöden, men kallas Solothurnisches Leimental.

De två delarna skiljs av ett 5 kilometer brett område tillhörande kantonen Basel-Landschaft.
Distriktet är en del av agglomerationen Basel. Den största orten, Dornach, ligger bara 7 kilometer från staden Basels centrum.
Dornach har järnvägsstation vid linjen Basel - Laufen. Leimental har spårväg till Basel. 
En viktig vägförbindelse är huvudväg 18 genom Birsdalen som dock endast har motorvägsstandard norr om Reinach.

## Distriktets kommuner
- Bättwil
- Büren
- Dornach
- Gempen
- Hochwald
- Hofstetten-Flüh
- Metzerlen-Mariastein
- Nuglar-Sankt Pantaleon
- Rodersdorf
- Seewen
- Witterswil

## Sevärdheter
- Goetheanum i Dornach. En stor organisk-expressionistisk betongbyggnad från mellankrigstiden, skapad av och för antroposofer.
- Dornecks slottsruin i Dornach.
- Benediktinerklostret och vallfärdsorten Mariastein.